# Vrouwenhof (Roosendaal)
Het Vrouwenhof (of het Huis te Roosendaal) is de naam van een landhuis uit 1790 in het centrum van Roosendaal. Op het oorspronkelijke landgoed is de twintigste eeuw een stadspark aangelegd.

## Geschiedenis
Op de plaats van het landgoed werd door (of verwanten van) de Heren van Breda rond 1300 een hof en zetel van een heerlijkheid aangelegd. Er is niets bekend over de bouw van het oorspronkelijke landhuis. Mogelijk ging het om een omgrachte woontoren. Volgens een van de bronnen werd het 't Huys te Rosendael oorspronkelijk gebruikt door Nonnen toen het als weduwgoed werd toegewezen aan Hadewij van Strijen (dochter van Willem van Strijen, heer van Strijen) en tweede vrouw van Raso II van Gaveren, heer van Breda. Een andere bron spreekt van Hadewich van Strijen, Vrouwe van Roosendaal en de tweede vrouw van Nicolaas van Reimerswaal. Nicolaas zou tevens de bouwer zijn. Waarschijnlijk is de naam Vrouwenhof een verwijzing naar de eigenaar van het landgoed.
In 1501 wordt het huis verkocht aan Engelbrecht II van Nassau en zodoende (op termijn) aan het Huis van Oranje. Deze beleende het landgoed aan het geslacht Van Liedekerke. Vanaf dat moment staat het huis bekend als 't Leengoedt.
In de zestiende eeuw hield de Antwerpse burgemeester Nikolaas Rockox het huis in bezit. Waarschijnlijk heeft prins Maurits dit huis nog als jachtslot gebruikt, verbleef Peter Paul Rubens er, en vrijwel zeker werden hier voorbereidende onderhandelingen gevoerd die geleid hebben tot de Vrede van Münster in 1648.
In de zeventiende en achttiende eeuw kende het huis regelmatig perioden van verval, waardoor het regelmatig is verbouwd. Zo vond rond 1654 een verbouwing plaats tot pastorie voor de Roosendaalse pastoor Albertus Ursino. De abdij van Tongerlo stelde hiervoor 3060 guldens ter beschikking. In 1669 wordt het landhuis verkocht aan jonker Henricus Tilman Surmont en vertrekt de pastoor naar een nieuw pand aan de molenstraat in Roosendaal (het latere Tongerlohuys).
Daarna kende het huis diverse eigenaren die het nodige aan het gebouw hebben gewijzigd, gesloopt en bijgebouwd, waaronder nazaten van Rockox, Nicolaes Cornelis Tieboel (vanaf 1794) en Gerrit Willem van Motman (vanaf 1778). De laatste vlucht tijdens de Bataafse Revolutie waarna het huis in de Bredasche Courant van 16 juli 1814 te koop werd aangeboden.
In 1850 kwam het Huis te Roosendaal in handen van belastingcontroleur Scholten van Aschat, naar wie de Scholtensboslaan is vernoemd, en van diens erfgenamen. Daarna werd het huis eigendom van onder andere Maximiliaan Gallenkamp – wiens dochter huwde met Aloysius van Gilse, telg uit een invloedrijk Roosendaals geslacht –en Jospeh Louis Portocarero (in 1927).
In 1946 werd het verkocht aan het Rijk en werd het een kantoor. In 1964 werd het huis gekocht door de gemeente Roosendaal en in samenwerking met bierbrouwerij De Drie Hoefijzers grondig verbouwd tot horecagelegenheid. Tegenwoordig is het een Chinees-Indisch Restaurant. De eigenaar van dit restaurant heeft het Vrouwenhof eind 2015 gekocht van de gemeente Roosendaal.

## Gebouw
Het landhuis kreeg zijn huidige neoclassicistische uiterlijk grotendeels in de periode 1810-1830. De kern is echter ouder. Uit bouwhistorisch onderzoek blijkt dat er bij een 18de-eeuwse renovatie 17de-eeuwse en mogelijk oudere stukken muur gespaard bleven. Met name het metselwerk (onregelmatigheden, klezoren), de kelders en bewaard gebleven tekeningen van het oorspronkelijke dak wijzen hierop. Van de middeleeuwse gebouwen op deze plek zijn nog geen sporen terug gevonden.
Het gebouw kent twee bouwlagen. De begane grond ligt hoger dan het maaiveld (bel-etage). De gepleisterde voorgevel bevat tien traveën, waarvan negen empire-vensters met een waaierornament in de bovenhoeken.

## Park
Het in het centrum gelegen park is slechts een restant van het vroegere landgoed. De basisstructuur met geometrische indeling stamt uit de 18e eeuw. Later is een deel ervan getransformeerd in Engelse landschapsstijl. In 1916 werd het gewijzigd naar ideeën van Leonard Springer. In 1947 vond opnieuw een wijziging plaats, naar ontwerp van Jan Bijhouwer. Daarbij werd het getransformeerd naar stadspark. In 1946 werd de gemeente Roosendaal eigenaar van het park. In de daarop volgende jaren werd het karakter van het landgoed ingrijpend gewijzigd. Er werden diverse werkzaamheden verricht, zoals de bouw van een volière, speeltuin, sportvelden, hertenkamp en openluchttheater. De aanleg van de straat Laan van België in 1965 verdeelde het park in twee delen zodat belangrijke historische landschapselementen (zoals de oprijlaan naar het landhuis) aangetast werden of verloren gingen. Het koetshuis, vanaf de jaren zeventig in gebruik als jongerensociëteit, werd door een brand in 1984 verwoest.
Het park is ingericht met slingerpaden en bevat diverse waterpartijen en een aantal bruggetjes, waaronder een Japanse brug. Er is een rosarium, flamingovijver, een hoenderpark en een hertenkamp. Op de oorspronkelijke plaats van het koetshuis ligt nu een jeu-de-boulesveld. Op het park staan diverse bomen die rond 1900 zijn aangeplant en door de Bomenstichting zijn geregistreerd als monumentaal, waaronder een aantal zomereiken een beuk en een venijnboom.

## Trivia
De oorsprong van het kinderliedje:
En mevrouw van Roosendaal die had vier ju-ju-juutjes
Een koetsier in blauwe rok
met een mooie kraag erop
En mevrouw van Roosendaal die had vier ju-ju-juutjes
is niet geheel duidelijk. Het beschrijft het koetsje, getrokken door een vierspan, van een rijke mevrouw. Hadewich is dit ongetwijfeld niet geweest, maar wellicht de vrouw van een 19e-eeuwse eigenaar van Huis te Roosendaal.